# Mjellbresåtene
Mjellbresåtene är ett berg i Antarktis. Det ligger i Östantarktis. Norge gör anspråk på området. Toppen på Mjellbresåtene är 2 650 meter över havet.
Terrängen runt Mjellbresåtene är huvudsakligen kuperad, men åt sydost är den platt. Trakten är obefolkad. Det finns inga samhällen i närheten. 